# Star for Life (Estrella de Vida)

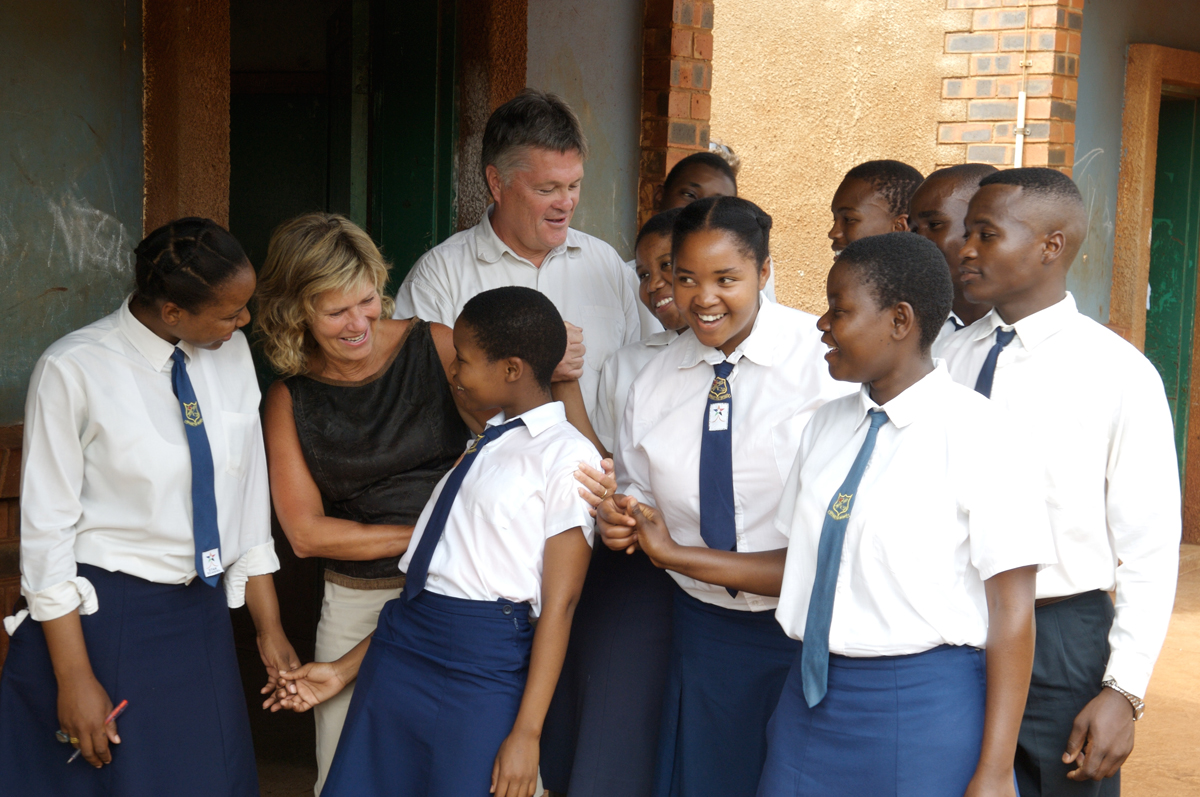
Dan Olofsson y su esposa Christin hablando con alumnado de Star for Life (Estrella de Vida).

Star for Life (antes conocida como Star School (Escuela de la Estrella) es un programa escolar sueco organizado como entidad sin fines de lucro que se creó en Sudáfrica para evitar la propagación del SIDA. La idea fue concebida por el empresario sueco Dan Olofsson y su esposa Christin. Su objetivo fue ayudar a los jóvenes africanos a realizar sus sueños y apoyarlos para que vivan una vida libre de SIDA, absteniéndose de tener prácticas sexuales inseguras.
Más de 60.000 jóvenes son educados en la prevención del  SIDA por Star for Life en Sudáfrica y Namibia. Estos jóvenes son estudiantes de las 62 escuelas dirigidas allí por Star for Life. La primera escuela comenzó en el otoño de 2005 en la provincia sudafricana de KwaZulu-Natal.  Olofsson sufragó él mismo los gastos (15 millones de coronas) de esta escuela; el resto de las escuelas fueron sostenidas por patrocinadores. 
Se creó un fondo para el programa y, a partir de 2008, se habían recaudado 55 millones de coronas de parte de donaciones de varios líderes de la compañía sueca tales como Stefan Persson (H&M) y AB Volvo.
Alf Svensson, una de las personas que están detrás de Star for Life, hizo un comentario sobre los consejos que se dan a los jóvenes en el programa:  "En cuestión de sexo seguro o no tener relaciones sexuales en absoluto, los resultados han sido fantásticos. Hemos reducido la cantidad de embarazos adolescentes de manera significativa."
El programa de la escuela tiene una duración de tres años y utiliza colores, arte, música, y deportes como partes importantes de la educación. También trabajan con el fortalecimiento de la autoestima de los niños de la escuela a través de entrenamiento y apoyo. A muchos jóvenes sudafricanos se les ha dado la oportunidad de viajar a Suecia para participar en conciertos para recaudar fondos para el programa. Estos conciertos ayudan a los jóvenes a fortalecer su autoestima. La banda sueca Triple & Touch  ha realizado varios conciertos con jóvenes africanos para apoyar a Star for Life. Además de la música, se crearon varios equipos de fútbol África como parte del programa.
Star for Life ha recibido el apoyo de  Mandla Mandela, nieto de Nelson Mandela, quien ayudó a recaudar fondos para el proyecto cuando fue a Suecia a fines de 2009. El logotipo de Star for Life  estuvo en la pechera de la camiseta del club de fútbol profesional Malmö FF durante la temporada de 2009 de la Allsvenskan. Los patrocinadores de Star for Life de Malmö, se reunieron para sostener al equipo de fútbol y a las obras de caridad.
Olofsson recibió el premio Global Business Coalition en 2008 por Star for Life. Entre los 700 invitados a la ceremonia de premiación estuvo el Secretario General de las Naciones Unidas, Ban Ki-moon, quién elogió el programa.

## Logo deStar for Life
El logotipo de Star for Life es una estrella de colores en amarillo, rojo, negro, verde y azul sobre un fondo blanco. Esta estrella de la vida simboliza un hombre de pie con los brazos extendidos. Un recordatorio de que todo el mundo es una estrella que puede decidir sobre sus propias vidas. Cada etiqueta estrella y el color también tiene una función simbólica:
- Amarillo: Sueños. “Iré por mis sueños. Apuesto en mis sueños. Para hacer frente a ellos, tengo que escuchar dentro y lo mejor de mí. Me siento orgulloso de mí mismo y siento mi poder para hacer mis sueños realidad”.
- Rojo: Libertad frente al SIDA. “Estoy libre de SIDA. No me expongo a riesgos innecesarios”.
- Negro: Decisión. “Yo puedo decidir por mi vida. Está bien no tener relaciones sexuales. Yo me cuido y me hago responsable de mis acciones”.
- Verde: Compromiso. “Estoy comprometido. He tomado una posición y me compromete. Engañar o hacer trampas, solamente puede volverse en contra de lo que sueño. Soy honesto conmigo mismo y hago todo esfuerzo lo posible de poder más en el trabajo escolar”.
- Azul. Constancia. “Voy a hacer lo posible. Me puse mis propias metas y sé que puedo llegar a ellas. Tal vez no directamente pero, lo que hago hoy, me ayudará a alcanzar mis metas mañana. Yo soy constante y decidido, y sé que debo tener cuidado de los obstáculos que puedan surgir en el camino”.